# Critical Reviews in Biotechnology
Critical Reviews in Biotechnology è una rivista accademica che pubblica articoli di revisione completi che organizzano, valutano e presentano lo stato attuale delle questioni relative alla biotecnologia.
Secondo Web of Science, al 2024 il fattore di impatto era pari a 8.1, posizionandosi nel primo quartile della categoria "Biotecnologia e microbiologia applicata".

## Perimetro editoriale
La rivista tratta le seguenti tematiche:
- applicazioni dei microbi nell'industria biofarmaceutica, biomedica e alimentare
- ricerca di organismi naturali da utilizzare come agenti chemioterapici;
- nuove applicazioni biotecnologiche degli alimenti
- materie vegetali e animali come alternative ai materiali sintetici artificiali.

La rivista è di proprietà della Taylor & Francis, una casa editrice con sede nel Regno Unito.

## Redattori
I co-redattori sono Inge Russell, co-fondatrice della rivista nel 1978,  e Graham Stewart, professore emerito di produzione di birra e distillazione presso la Heriot-Watt University di Edimburgo, in Scozia.

## Modalità di accesso
La rivista pubblica 4 numeri all'anno in edizione a stampa e online contemporaneamente. Essa è disponibile per utenti in abbonamento che possono acquistare anche singoli articoli. Tutti i numeri arretrati della rivista sono disponibili online sul sito web dell'editore.
Gli abbonati all'edizione elettronica di Critical Reviews in Biotechnology hanno accesso all'archivio online, come parte del loro abbonamento.

## Articoli notevoli
- (EN) Alessandro Nicolia et al., An overview of the last 10 years of genetically engineered crop safety research, in Critical Reviews in Biotechnology, 16 settembre 2013, DOI:10.3109/07388551.2013.823595, ISSN 0738-8551 (WC · ACNP). URL consultato il 30 novembre 2013. (organismo geneticamente modificato)
- Djordje B. Zeković, Stefan Kwiatkowski e Miroslav M. Vrvić, Natural and modified (1-->3)-beta-D-glucans in health promotion and disease alleviation, in Critical Reviews in Biotechnology, vol. 25, n. 4, 2005-10,  pp. 205–230, DOI:10.1080/07388550500376166. URL consultato il 17 luglio 2021. (B-glucani)
- (EN) Alessandro et al. Nicolia, An overview of the last 10 years of genetically engineered crop safety research, in Critical Reviews in Biotechnology, 16 settembre 2013, DOI:10.3109/07388551.2013.823595. URL consultato il 30 novembre 2013. (dibattito sugli OGM)